# Stearolsäure
Stearolsäure ist eine ungesättigte Fettsäure aus der Gruppe der Alkinsäuren. Sie ist isomer zur Linolsäure und der Taririnsäure, letztere unterscheidet sich von der Stearolsäure nur durch die Position der Dreifachbindung. Stearinsäure, welche einen ähnlichen Namen trägt, weist zwar gleiche Kettenlänge auf, ist jedoch gesättigt.

## Vorkommen

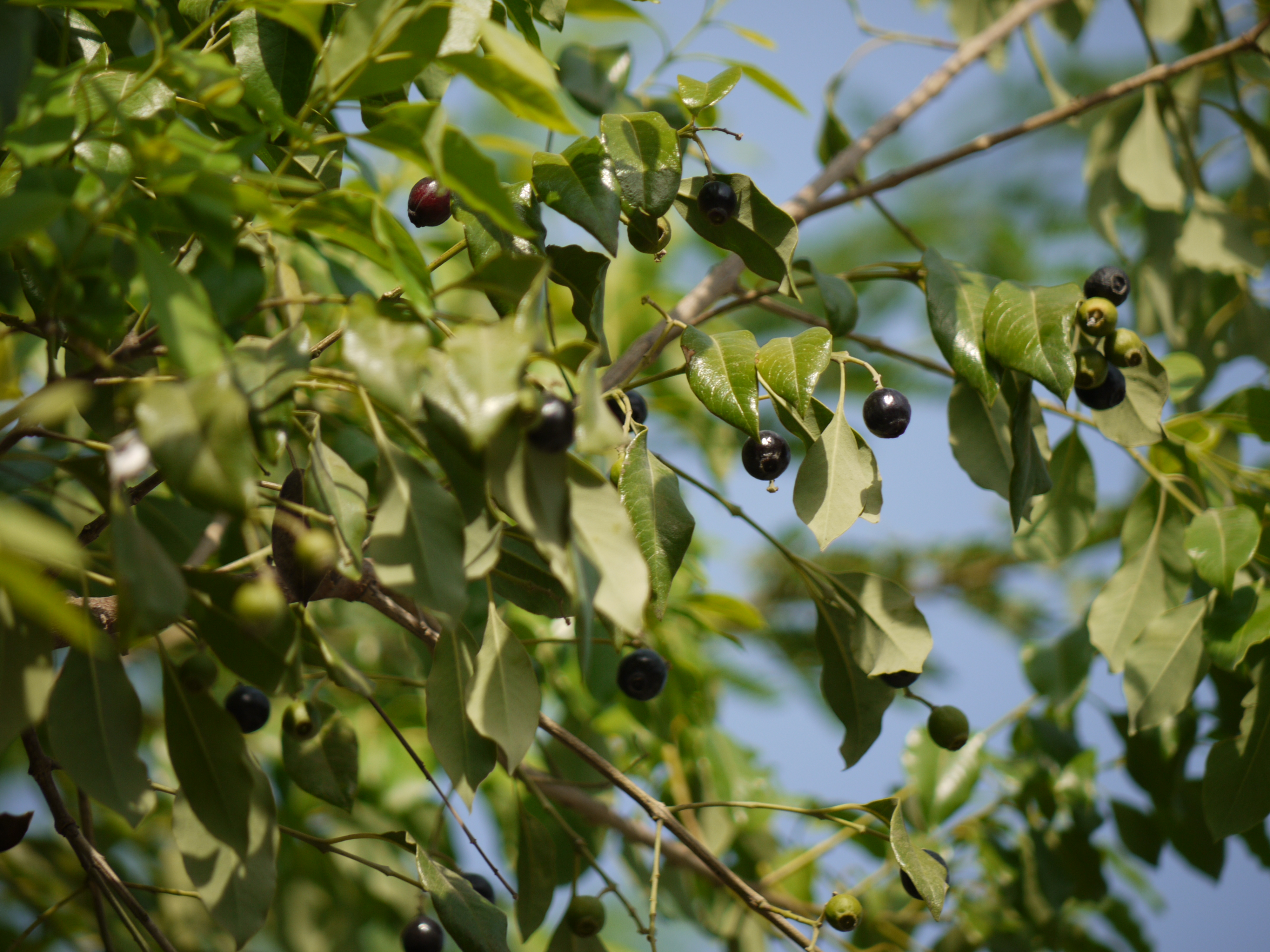
Das Samenöl von Santalum album enthält Stearolsäure

Stearolsäure kommt in verschiedenen Pflanzen aus der Familie der Sandelholzgewächse (Santalaceae) vor. Dazu gehören insbesondere mehrere Arten in der Gattung der Sandelholzbäume (Santalum): Santalum acuminatum, Santalum album und Santalum murrayanum.
Arten aus anderen Gattungen der Familie Santalaceae, die Stearolsäure enthalten, sind unter anderem Exocarpus cupressiformis, Pyrularia pubera und Iodina rhombifolia. Daneben kommt sie auch im Europäischen Queller vor. Stearolsäure wurde auch in mehreren Moosen und Lebermoosen nachgewiesen; in Calliergon cordifolium, im Bärlapp-Sichelmoos und im Quellmoos, im Untergetauchten Sternlebermoos und Pellia neesiana (Gattung Pellia). Den größten Anteil enthält dabei das Quellmoos.
Es wurde angenommen, dass Stearolsäure ein Intermediat bei der Biosynthese von Sterculiasäure in Malvaceae sein könnte. Dies wurde jedoch durch Experimente mit 14C-markierter Stearolsäure widerlegt.

## Synthese
Stearolsäure kann durch Chlorierung von Ölsäure und anschließende Elimination mit Kaliumhydroxid in Ethanol bei 150 °C hergestellt werden. Bei niedrigeren Temperaturen bilden sich statt einer Dreifachbindung zwei konjugierte Doppelbindungen. Eine Eliminierung aus der analogen Dibromsäure mit Natriumamid in flüssigem Ammoniak ist ebenfalls möglich. Dabei entsteht das Carbonsäureamid, welches anschließend hydrolysiert werden muss.

## Eigenschaften
Stearolsäure kristallisiert im monoklinen Kristallsystem in der Raumgruppe C2h mit den Gitterparametern a = 9,551 Å; b = 4,686 Å, c = 49,15 Å und β = 53,4° sowie vier Formeleinheiten pro Elementarzelle.

## Reaktionen
Die Ozonolyse von Stearolsäure ergibt 9,10-Dioxostearinsäure. Diese kann auch durch Reaktion von Stearolsäure mit Kaliumpermanganat gebildet werden, allerdings kommt es je nach pH-Wert auch zu einer oxidativen Spaltung. Bei der Umsetzung mit geschmolzenem Kaliumhydroxid zerfällt die Stearolsäure in Myristinsäure und Essigsäure.

## Verwendung
Stearolsäure kann als Edukt für die Synthese von Sterculiasäure verwendet werden. Sie wurde ebenfalls als Edukt für die Herstellung von mit Deuterium oder Tritium markierte Ölsäure verwendet.